# Oncis mortoni
Oncis mortoni是一種會呼吸的蛞蝓。牠屬於腹足纲異鰓總目缩柄眼目石磺總科石磺科。

## 簡述
香港的漁農自然護理處在2011年在當地發現其踪影。